# Polonia en los Juegos Olímpicos de Nagano 1998
Polonia estuvo representada en los Juegos Olímpicos de Nagano 1998 por un total de 39 deportistas que compitieron en 10 deportes.  
El portador de la bandera en la ceremonia de apertura fue el biatleta Jan Ziemianin. El equipo olímpico polaco no obtuvo ninguna medalla en estos Juegos.